# Turanj (Sveti Filip i Jakov)
Turanj falu Horvátországban Zára megyében. Közigazgatásilag Sveti Filip i Jakovhoz tartozik.

## Fekvése
Zárától 24 km-re délkeletre, Biogradtól légvonalban 5 km-re északnyugatra, Dalmácia északi részén, a Pašman-csatorna partján, mintegy 4 km hosszan elnyúlva fekszik. Egy kis félsziget és 16 szigetecske övezi. Rajta halad át a Jadranska magistrala, az Adria-parti főút, ezért autóval is könnyen megközelíthető.

## Története
Turanj környékének első régészeti leletei a kőkorszakból származnak és területe lakott volt a bronzkorban is. A környező dombokon és a Ričul-szigeten (Zeleni školj) több erődített település is állt. Akkor még a kis sziget is összeköttetésben volt a szárazfölddel és külön kikötővel rendelkezett. Később a tengerszint emelkedésével töltést építettek, hogy a szigetre vezető út továbbra is járható legyen. Ez a farönkökből és kőből épített töltés a víz alatt két méterrel még ma is látható. A kikötőnek használt öbölben római malomkövet találtak. Az egykori malmot a Pašman-csatornára jellemző, rendkívül erős tengeráramlat hajtotta. A mai Turanj helyén az első, a betelepülő horvátok által Tukljačnak nevezett település még a római korban létesült és abban az időben három kis kikötővel rendelkezett. A római korból sírok és kőtöredékek maradtak fenn. Fennmaradt az egykori Biba - Jader vízvezeték. A helyi temetőben található 845-ben épített kis templom római "villa rustica" (villagazdaság) alapjaira épült. A betelepült horvátok által épített templom a Szeplőtelen fogantatás, Szűz Mária (néhány régi forrásban "Stellamaris") titulusát viselte. Ebből a korból maradt fenn három, glagolita írással írt misekönyv és két, történelmi jelentőségű, kőbe vésett glagolita felirat.
A mai települést a 13. században említik először és 1444-ben építtette fel a Meštrović család azt a várat, amiről a nevét kapta. A név eredeti alakja „Toretta” (a latin turris – torony főnévből) volt, amely az idők folyamán nyerte el mai alakját. Ennek a várnak a maradványa az egyik torony ma a "Kaštel" nevet viseli, emellett a kaputorony és a falak egy része is látható még belőle. A part mentén húzódó falakat egykor három torony erősítette. Turanjt a kandiai háború során 1645-ben rombolta le a török, a lakosság a közeli Pašman-szigetre és Babacra menekült. Később a várat maguk a velenceiek gyújtották fel, hogy török kézre ne kerüljön. A 15. században a vár falain belül egy Kisboldogasszony tiszteletére szentelt templom épült, melyet szintén a kandiai háború során romboltak le. 1675-ben ennek a helyére építették a mai Kármelhegyi boldogasszony plébániatemplomot.
A település 1797-ig a Velencei Köztársaság része volt, majd miután a francia seregek felszámolták a Velencei Köztársaságot és a campo formiói béke értelmében osztrák csapatok szállták meg. 1806-ban a pozsonyi béke alapján az Első Francia Császárság Illír Tartományának része lett. 1815-ben a bécsi kongresszus újra Ausztriának adta, amely a Dalmát Királyság részeként Zárából igazgatta 1918-ig. A településnek 1857-ben 324, 1910-ben 518 lakosa volt. Az első világháború után előbb a Szerb-Horvát-Szlovén Királyság, majd Jugoszlávia része lett. A második világháború idején a szomszédos településekkel együtt Olaszország fennhatósága alá került. Az 1943. szeptemberi olasz kapituláció után horvát csapatok vonultak be a településre, amely ezzel visszatért Horvátországhoz, amely Jugoszlávia része lett. A településnek 2011-ben 1207 lakosa volt, akik főként mezőgazdasággal és turizmussal foglalkoztak.

## Lakosság
| Lakosság változása | Lakosság változása | Lakosság változása | Lakosság változása | Lakosság változása | Lakosság változása | Lakosság változása | Lakosság változása | Lakosság változása | Lakosság változása | Lakosság változása | Lakosság változása | Lakosság változása | Lakosság változása | Lakosság változása | Lakosság változása |
| ------------------ | ------------------ | ------------------ | ------------------ | ------------------ | ------------------ | ------------------ | ------------------ | ------------------ | ------------------ | ------------------ | ------------------ | ------------------ | ------------------ | ------------------ | ------------------ |
| 1857               | 1869               | 1880               | 1890               | 1900               | 1910               | 1921               | 1931               | 1948               | 1953               | 1961               | 1971               | 1981               | 1991               | 2001               | 2011               |
| 324                | 458                | 334                | 478                | 544                | 518                | 804                | 563                | 770                | 863                | 860                | 880                | 926                | 1062               | 1145               | 1207               |

## Nevezetességei
- A település központjában található a Kármelhegyi boldogasszony plébániatemplom. Elődjét 1430-ban említik először „Santa Maria delle Torette” néven, de korábban a Kisboldogasszony tiszteletére szentelték. A középkori templomot 1645-ben lerombolta a török és a helyén 1675-ben építették fel a mai templomot, mely többszöri átépítés után 1739-ben nyerte el mai formáját. A templom egyhajós épület sekrestyével és három oltárral. A főoltáron a Kármelhegyi boldogasszony képe látható két fából faragott szoborral, melyek Szűz Máriát és Jézus szívét ábrázolják. Harangtornyában három harang található.[4] Védőszentjének ünnepe a turistaszezonba, július 16-ra esik amikor az ünnepi szentmise után körmenetben viszik körül a település utcáin a Szűzanya szobrát. Ezt követik a turanji fesztivál eseményei. A plébániához még két település Sveti Petar na Moru és Sikovo tartozik.
- A „Kaštel” a település középkori várának maradványa.[7] Ma az egyik torony, emellett a kaputorony és a falak egy része is látható még belőle. A part mentén húzódó falakat egykor három torony erősítette.
- A településen kívül, de annak közvetlen közelében a part mellett a Tukljač nevű helyen a fenyőfákkal övezett temetőben található a Szűz Mária templom.[8] A templomot Miroslav Mogorović hajóskapitány építtette egy római villagazdaság romjain a kapuzat feletti felirat szerint 845-ben.[4] Később megújították. A templomban a település egykori bírójának 15. századi sírköve látható glagolita felirattal. Egyhajós épület apszissal és a homlokzat feletti harangépítménnyel, benne egy haranggal. Közelében ókori villa romjai és Tukljač-fokról a Ričul-szigetre vezető ókori töltés víz alatti maradványai láthatók.
- A kis Babac-szigeten található a Szent András templom,[9] melyet a török elől ide menekült turanjiak építettek. Eredetileg a Kisboldogasszony tiszteletére volt szentelve, később a Nagyboldogasszony,  majd Szent András apostol tiszteletére szentelték fel.[4] A szigeten található a Pašman-csatorna legrégibb világítótornya, amely 1876-ban épült.
- Ugyancsak a Babac-szigeten található a de Soppe család erődített nyaralója.[10] Már a 15. század végén volt a szigeten egy gazdaság és egy vidéki ház (nyaraló), amely a de Soppe család tulajdonában volt. Ez képezte a máig fennmaradt építmény alapját. A legjobb állapotban fennmaradt része a délnyugati rész a párkány magasságáig álló toronnyal (fortica) és egy kissé alacsonyabb sánccal. Megmaradt a nyaraló címeres bejárata is. Az idő múlásával az épület körül jellegzetes adriai falucska keletkezett a dalmát népi építészet minden jellemzőjével.
- A település feletti Crni krug nevű magaslaton vaskori erődített település maradványai találhatók. A dombra gyalogösvény és kerékpárút vezet fel.
- Turanj felett a Gradina nevű magaslaton egy őskori, erődített település maradványai találhatók. Gradinát patkó alakú sánc vette körül, így a sáncok a település három oldalát védték, míg a negyedik (déli) oldal a meredek lejtő miatt természetes védelem alatt állt. A sáncot száraz technikával építették, és öt egymásnak támaszkodó falból állt. Bizonyos helyeken a sáncok a 8 méteres szélességet, és a 3 méteres magasságot is elérték. A Gradina belső méretei körülbelül 130 x 110 métert tesznek ki. Az erődítmény a késő bronzkorban épülhetett és a vaskoron át a római hódításig állhatott.[11]

## Egyesületek
- A település kulturális és művészeti egyesülete a KUD „Maslina”;
- „Karmel” női kórus;
- „Croatia” labdarúgóklub;
- „Croatia” vízilabdaklub;
- A „Kaštel” a település lokálpatrióta egyesülete.